# Чемпионат СССР по лёгкой атлетике в помещении 1985
Чемпионат СССР по лёгкой атлетике в помещении 1985 года прошёл 15—17 февраля в Кишинёве в новом легкоатлетическом манеже. Столица Молдавии стала четвёртым городом в стране (после Москвы, Ленинграда и Минска), которому доверили право проведения зимнего национального первенства. На протяжении 3 дней были разыграны 23 комплекта медалей.
Впервые зимний чемпионат СССР носил личный характер, поскольку командный зачёт был упразднён. В соревнованиях приняли участие более 450 легкоатлетов (134 мастера спорта международного класса, более 300 мастеров спорта).
Все три дня соревнований прошли при заполненных трибунах и принесли несколько высоких результатов. Главное событие турнира прошло в прыжке в длину у женщин, где Галина Чистякова установила новое высшее мировое достижение для залов — 7,25 м. Всего восемь сантиметров уступила ей Елена Коконова, также превзошедшая прежний рекорд.
Марина Жирова выиграла бег на 60 метров с новым рекордом СССР — 7,17. У мужчин на этой дистанции высокий результат 6,59 показал чемпион Борис Никулин.
Чемпионат СССР по многоборьям в помещении проводился отдельно 15—16 февраля 1985 года в Москве.

## Медалисты

### Мужчины
| Дисциплина             | Золото                                        | Золото  | Серебро                                  | Серебро | Бронза                                    | Бронза  |
| ---------------------- | --------------------------------------------- | ------- | ---------------------------------------- | ------- | ----------------------------------------- | ------- |
| 60 м                   | Борис Никулин РСФСР Тула                      | 6,59    | Вадим Давыдов Москва                     | 6,65    | Николай Юшманов Ленинград                 | 6,66    |
| 200 м                  | Владимир Крылов РСФСР Ульяновск               | 21,60   | Владимир Просин РСФСР Саратов            | 21,74   | Сергей Кончиц Белорусская ССР Гомель      | 21,79   |
| 400 м                  | Владимир Просин РСФСР Саратов                 | 47,08   | Тагир Земсков Ленинград                  | 47,94   | Айвар Оясту Эстонская ССР Тарту           | 48,07   |
| 800 м                  | Анатолий Миллин РСФСР Чебоксары               | 1.48,95 | Леонид Масунов Украинская ССР Одесса     | 1.49,13 | Евгений Нечаев РСФСР Пермь                | 1.49,33 |
| 1500 м                 | Анатолий Калуцкий РСФСР Челябинск             | 3.45,77 | Виктор Калинкин РСФСР Пенза              | 3.45,77 | Виталий Тищенко Украинская ССР Киев       | 3.45,98 |
| 3000 м                 | Виталий Тищенко Украинская ССР Киев           | 7.57,29 | Геннадий Фишман Белорусская ССР Минск    | 7.57,48 | Анатолий Крохмалюк Украинская ССР Винница | 7.59,62 |
| 2000 м с препятствиями | Сергей Епишин РСФСР Московская область        | 5.26,10 | Сергей Багдасарьян Белорусская ССР Минск | 5.26,17 | Владимир Малоземлин РСФСР Тольятти        | 5.27,52 |
| 60 м с барьерами       | Игорь Казанов Латвийская ССР Рига             | 7,58    | Сергей Усов Узбекская ССР Ташкент        | 7,69    | Георгий Шабанов РСФСР Псков               | 7,70    |
| Прыжок в высоту        | Игорь Паклин Киргизская ССР Фрунзе            | 2,31 м  | Юрий Шевченко Украинская ССР Киев        | 2,29 м  | Геннадий Авдеенко Украинская ССР Одесса   | 2,29 м  |
| Прыжок с шестом        | Александр Крупский РСФСР Иркутск              | 5,70 м  | Василий Бубка Украинская ССР Донецк      | 5,60 м  | не вручалась                              |         |
| Прыжок с шестом        | Александр Крупский РСФСР Иркутск              | 5,70 м  | Николай Селиванов Москва                 | 5,60 м  | не вручалась                              |         |
| Прыжок в длину         | Сергей Лаевский Украинская ССР Днепропетровск | 8,08 м  | Шамиль Аббясов Киргизская ССР Фрунзе     | 8,03 м  | Валерий Бакунин РСФСР Волгоград           | 8,00 м  |
| Тройной прыжок         | Геннадий Валюкевич Белорусская ССР Минск      | 17,32 м | Василий Исаев Ленинград                  | 17,05 м | Александр Яковлев Украинская ССР Киев     | 16,85 м |
| Толкание ядра          | Донатас Стуконис Литовская ССР Вильнюс        | 20,51 м | Янис Боярс Латвийская ССР Лимбажи        | 20,32 м | Михаил Доморосов Белорусская ССР Могилёв  | 19,92 м |

### Женщины
| Дисциплина       | Золото                                              | Золото  | Серебро                                           | Серебро | Бронза                                      | Бронза  |
| ---------------- | --------------------------------------------------- | ------- | ------------------------------------------------- | ------- | ------------------------------------------- | ------- |
| 60 м             | Марина Жирова РСФСР Московская область              | 7,17    | Антонина Настобурко Украинская ССР Днепропетровск | 7,27    | Ирина Слюсарь Украинская ССР Днепропетровск | 7,28    |
| 200 м            | Галина Михеева РСФСР Брянск                         | 23,70   | Светлана Зуева РСФСР Краснодар                    | 23,73   | Винета Икауниеце Латвийская ССР Вентспилс   | 24,30   |
| 400 м            | Лилия Новосельцева РСФСР Грозный                    | 52,96   | Нина Кравченко Казахская ССР Алма-Ата             | 53,44   | Людмила Белова Москва                       | 53,71   |
| 800 м            | Надежда Олизаренко Украинская ССР Одесса            | 2.02,21 | Светлана Китова Москва                            | 2.02,71 | Вера Чувашёва РСФСР Курган                  | 2.03,43 |
| 1500 м           | Екатерина Подкопаева РСФСР Московская область       | 4.13,77 | Наталья Боборова Ленинград                        | 4.13,91 | Любовь Смолка Украинская ССР Киев           | 4.15,33 |
| 3000 м           | Ольга Бондаренко РСФСР Волгоград                    | 9.00,44 | Любовь Смолка Украинская ССР Киев                 | 9.01,49 | Марина Плужникова РСФСР Горький             | 9.09,50 |
| 60 м с барьерами | Надежда Коршунова Украинская ССР Харьков            | 7,92    | Наталья Григорьева Украинская ССР Харьков         | 7,95    | Светлана Гусарова Казахская ССР Алма-Ата    | 8,00    |
| Прыжок в высоту  | Наталья Кравчинская Украинская ССР Киевская область | 1,90 м  | Марина Доронина РСФСР Челябинск                   | 1,90 м  | Людмила Петрусь Белорусская ССР Минск       | 1,90 м  |
| Прыжок в длину   | Галина Чистякова Москва                             | 7,25 м  | Елена Коконова Казахская ССР Алма-Ата             | 7,17 м  | Ирина Валюкевич Белорусская ССР Минск       | 6,91 м  |
| Толкание ядра    | Лариса Агапова Ленинград                            | 18,78 м | Марина Антонюк РСФСР Пермь                        | 18,67 м | Нуну Абашидзе Украинская ССР Одесса         | 18,36 м |

## Чемпионат СССР по многоборьям
Чемпионы страны в многоборьях определились 15—16 февраля 1985 года в Москве в манеже ЛФК «ЦСКА» имени В. П. Куца. Одновременно с национальным чемпионатом проводился матч СССР—ГДР. Чемпионами страны впервые в карьере стали Евгений Овсянников и Любовь Рацу.

### Мужчины
| Дисциплина | Золото                                             | Золото           | Серебро                                    | Серебро           | Бронза                                         | Бронза            |
| ---------- | -------------------------------------------------- | ---------------- | ------------------------------------------ | ----------------- | ---------------------------------------------- | ----------------- |
| Семиборье* | Евгений Овсянников Казахская ССР Алма-Ата «Динамо» | 5963 очка (6126) | Сергей Пугач РСФСР Челябинск «Буревестник» | 5947 очков (6126) | Александр Невский Украинская ССР Киев «Динамо» | 5817 очков (5970) |

### Женщины
| Дисциплина | Золото                                      | Золото           | Серебро                                   | Серебро           | Бронза                                 | Бронза            |
| ---------- | ------------------------------------------- | ---------------- | ----------------------------------------- | ----------------- | -------------------------------------- | ----------------- |
| Пятиборье* | Любовь Рацу Молдавская ССР Кишинёв «Динамо» | 4662 очка (4714) | Татьяна Шпак Украинская ССР Донецк «Труд» | 4529 очков (4578) | Ольга Немогаева Москва Советская Армия | 4456 очков (4477) |

* Для определения победителя в соревнованиях многоборцев использовалась старая система начисления очков. Пересчёт с использованием современных таблиц перевода результатов в баллы приведён в скобках.